# تشابه (هندسه)

اشکال متشابه

اشکال هم‌رنگ متشابه‌اند.

هنگامی دو شکل هندسی متشابه هستند که هم‌شکل باشند؛ یعنی در صورتی دو شکل هندسی را متشابه می‌نامیم که با استفاده از عملیاتی چون تغییر مقیاس، دوران، انتقال یا بازتاب بتوان یکی را به دیگری تبدیل کرد.
|  |  |  |  |

گاهی تشخیص تشابه دو شکل هندسی دشوار است؛ زیرا ممکن است نیاز به اعمال دوران، انتقال یا بازتاب محوری نیز باشد.

## تشابه مثلث‌ها
دو مثلث △ABC و △A′B′C′ متشابه هستند اگر و تنها اگر اندازهٔ زوایای متناظر برابر باشد:از این می‌توان نتیجه گرفت که ان دو مثلث متشابه هستند اگر و تنها اگر اضلاع متناظر متناسب باشند.
می‌توان نشان داد دو مثلث که با زوایای برابر متشابه هستند و می‌توان ثابت کرد که اضلاع متناظر نیز در این صورت متناسب هستند. این حالت به عنوان قضیهٔ تشابه ززز شناخته می‌شود. توجه شود که «ززز» تنها یک یادیار است و هر ز یه یکی از سه «زاویهٔ» مثلث اشاره دارد. با توجه به این قضیه گاهی برای ساده‌سازی در تعریف مثلث متشابه، انطباق زوایای متناظر دو مثلث را کافی می‌دانند.
گزاره‌های زیادی هستند که شرط لازم و کافی برای تشابه دو مثلث را بیان می‌کنند:
- مثلث‌هایی که زوایای برابر داشته باشند[۴] که در هندسهٔ اقلیدسی بر همنهشت بودن تمام زوایای آن دلالت دارد.[۵] به عبارت دیگر:

اگر اندازهٔ زاویهٔ ∠BAC با ∠B′A′C′ برابر باشد و اندازهٔ زاویهٔ ∠ABC با ∠A′B′C′ برابر باشد؛ آنگاه زاویهٔ ∠ACB با ∠A′C′B′ نیز برابر است و مثلث‌ها متشابه اند.
AB/A′B′ = BC/B′C′ = AC/A′C′
- اضلاع متناظر متناسب باشند:[۶]

AB/A′B′ = BC/B′C′ = AC/A′C′. به عبارت دیگر این گزاره هم ارز است با گفتن اینکه هر مثلث (یا تصویر قرینهٔ آن) با مثلث دیگر متجانس است.
- نسبت دو ضلع برابر باشد و اندازهٔ زاویهٔ بین دو ضلع برابر باشد.[۷] مثلا:

AB/A′B′ = BC/B′C′ و اندازهٔ ∠ABC با ∠A′B′C′ برابر است.
این حالت با نام تشابه ض‌زض شناخته می‌شود. «ض‌زض» تنها یک یادیار است و هر ض یه یکی از دو «ضلع» اشاره دارد و حرف ز به «زاویهٔ» بین آن دو ضلع اشاره دارد.
به طور خلاصه حالات تشابه دو مثلث:
1. دو زاویه (ز.ز)
2. تناسب دو ضلع و زاویه بین (ض.ز.ض)
3. تناسب سه ضلع (ض.ض.ض)

## چند ضلعی‌های دیگر
هرگاه دو چند ضلعی متشابه باشند:
- زوایای متناظر برابر هستند.
- اضلاع متناظر نیز دارای تناسب مشخصی هستند.

به ازای هر n عضو اعداد طبيعي، تمام n-ضلعی‌های منتظم با یکدیگر متشابه اند.

## خم‌های متشابه
چندین نوع منحنی وجود دارد که تمام نمونه‌های آن‌ها با یکدیگر متشابه هستند:
- دایره‌ها
- سهمی‌ها[۹]
- هذلولی‌هایی که برون‌مرکزی برابر دارند.[۱۰]
- بیضی‌هایی که برون‌مرکزی برابر دارند.[۱۰]
- زنجیرواره[۱۱]
- نمودار تابع لگاریتم برای پایه‌های مختلف
- نمودار تابع نمایی برای پایه‌های مختلف
- مارپیچ لگاریتمی‌ها خود متشابه هستند.